# Westerkappeln
Westerkappeln település Németországban, azon belül Észak-Rajna-Vesztfália tartományban. Lakosainak száma 11 464 fő (2023. december 31.). Westerkappeln Lotte, Tecklenburg, Neuenkirchen, Ibbenbüren, Mettingen és Bramsche községekkel határos.

## Népesség
A település népességének változása:
| Lakosok száma | 8605 | 10 963 | 11 155 | 11 182 | 11 249 | 11 485 | 11 464 |
|               | 1975 | 2014   | 2017   | 2019   | 2021   | 2022   | 2023   |